# Gorybia reclusa
Gorybia reclusa är en skalbaggsart som beskrevs av Martins 1976. Gorybia reclusa ingår i släktet Gorybia och familjen långhorningar.
Artens utbredningsområde är:
- Honduras.
- Panama.

Inga underarter finns listade i Catalogue of Life.